# Маца Попи
Маца Попи је британска предшколска анимирана телевизијска серија која је први пут емитована 2. маја 2011. године, а последња емитовање 2. октобра 2015. Темељена је на низу књига које је створила британска илустраторка и списатељица Лара Џонс, и копродукција је Coolabi productions, King Rollo Films, Ingenious Media и Cake Entertainment за Nick Jr. и Channel 5.

## Радња
Серија се усредсређује на Попи, младу хероину мачића која носи марамице, а води њен ексцентрични тим пријатеља који су пуњене животиње, зека Алма, Зузу далматинско штене, сову по имену Сова и Мока миша које припадају девојчици Лара. Као и све животиње, они ходају усправно, разговарају и крећу се у многим изванредним авантурама до далеких крајева чуда било којим превозом који им је потребан, а који одговара њеном огртачу, попут једрилице, воза, авиона, балона са врућим ваздухом, подморница, ракетни брод, камп приколица, коњ и кочија и свој властити аутомобил. Али они морају да се држе даље од Егберта, јазавца који је безобразан и исмејава их.

## Улоге
| Име лика     | Глас |
| ------------ | ---- |
| Попи         |      |
| Алма         |      |
| Зузу         |      |
| Сова (Совка) |      |
| Егберт       |      |
| Лара         |      |